# Lycée Saint-Rémi
 (juillet 2011).
Le lycée Saint Rémi est un établissement d'enseignement secondaire français de Roubaix dans le Nord. C'est un lycée privé à enseignement général, technologique et professionnel. Il accueille environ 2 400 élèves et une centaine d'enseignants et de non-enseignants.
Le lycée a deux sites, sur 2 hectares de la ville. Il est situé en centre-ville.
Il y a près de 200 salles de cours, un amphithéâtre neuf de 120 places, 11 laboratoires de sciences et 200 enseignants.

## Formations
Baccalauréat général avec 13 spécialités :  
- Arts plastiques
- Éducation Physique, Pratiques et Culture Sportive
- Histoire Géographie, Géopolitique et Sciences Politiques
- Humanités, Littérature et philosophie
- Littérature, Langues et Cultures de l'Antiquité
- Langues, Littératures et Cultures Étrangères Anglais
- Langues, Littératures et Cultures Étrangères Anglais du monde contemporain
- Mathématiques
- Numérique et Sciences Informatiques
- Physique Chimie
- Sciences de l'Ingénieur
- Sciences de la Vie et de la Terre
- Sciences  Économiques et Sociales

Baccalauréats technologiques : 
- STI2D : Sciences et Technologies Industrielles
- STMG : Sciences et technologies Tertiaires

Ce dispositif est complété par quelques formations d'enseignement supérieur : 
- CPGE : Classes Préparatoires aux Grandes Écoles 
  - Math Physique Sciences de l'ingénieur (MPSI/MP)
  - Physique Chimie Sciences de l'ingénieur (PCSI/PC)
- BTS : 
  - Communication
  - Conseil et Commercialisation de Solutions Techniques (ex BTS Technico commercial)
  - Électrotechnique
  - Services Informatiques aux Organisations (SIO) 
    - option SLAM
    - option SISR

  - Support à l'Action Managériale

## Classement du lycée
En 2015, le lycée se classe 39e sur 99 au niveau départemental quant à la qualité d'enseignement, et 731e au niveau national. Le classement s'établit sur trois critères : le taux de réussite au bac, la proportion d'élèves de première qui obtient le baccalauréat en ayant fait les deux dernières années de leur scolarité dans l'établissement, et la valeur ajoutée (calculée à partir de l'origine sociale des élèves, de leur âge et de leurs résultats au diplôme national du brevet).

## Classes Préparatoires aux Grandes Écoles (CPGE)
Le lycée abrite des CPGE scientifiques (MP). En 2015, L'Étudiant donnait le classement suivant pour les concours de 2014 :
| Filière | Élèves admis dans une grande école* | Taux d'admission* | Taux moyen sur 5 ans | Classement national | Évolution sur un an |
| --- | ----------------------------------- | ----------------- | -------------------- | ------------------- | ------------------- |
| MP / MP* | 1 / 30 élèves                       | 0 %               | 0,7 %                | 56 sur 114          | 3.3%                |
| Source : Classement 2016 des prépas - L'Étudiant (Concours de 2015). * le taux d'admission dépend des grandes écoles retenues par l'étude. En filières scientifiques, c'est un panier de 11 à 17 écoles d'ingénieurs qui a été retenu par L'Étudiant selon la filière (MP, PC, PSI, PT ou BCPST). |                                     |                   |                      |                     |                     |